# Émile Rivière
Émile Rivière (París, 22 de abril de 1835 - ibídem, 25 de enero de 1922), fue un prehistoriador y médico francés. Es conocido por sus descubrimientos en las grutas de Balzi Rossi a Vintimille en Liguria (Italia) y de la Mouthe en Dordoña (Francia).

## Biografía
Émile-Valère Rivière es hijo de un médico originario de Orne. Al igual que se padre, realizó estudios de medicina.
Se trasladó a Cannes en 1868 y se instaló en Menton en enero de 1870 durante varios años. De sus estancias en la región del Mediodía francés, nació su vocación para la prehistoria, efectuando una primera visita a las grutas de Baoussé-Roussé (Balzi Rossi) en abril de 1869 con Stanislas Bonfils, coleccionista y apasionado de la prehistoria, que había abierto en 1860 una consejería de historia natural en Menton.
Desde octubre de 1870 hasta 1875, efectuó una serie de excavaciones en estas grutas. El 26 de marzo de 1872, descubrió en la gruta del Cavillon un esqueleto humano que dató del Paleolítico superior y que se conoce actualmente como el «Hombre de Menton». En febrero de 1873, descubrió tres esqueletos de adultos en la gruta n.º 6, la gruta Bausse da Torre. En 1874, encontró dos esqueletos de niños en la gruta n.º 1, desde entonces denominada "La gruta de los niños".

## Descendencia
Émile Rivière es el bisabuelo de  Mériadec Rivière, contolador general de la finanzas y responsable de asociaciones al seno del movimiento familiar.